# Nội chiến Nga
Nội chiến Nga (tiếng Nga: Гражданская война в России; Grazhdanskaya voyna v Rossii) kéo dài từ ngày 7 tháng 11 (25 tháng 10 theo lịch Nga cũ) năm 1917 đến tháng 10 năm 1922, xảy ra sau cuộc cách mạng tháng 10.